# L'isola della furia
L'isola della furia (Isle of Fury) è un film del 1936 diretto da Frank McDonald.

## Trama
Un poliziotto arriva su un'isola all'inseguimento di un assassino e lì, non solo scopre che l'uomo che cerca è anche quello che gli ha salvato la vita, ma è anche il marito della donna di cui è innamorato.